# Experimenter
Experimenter és una pel·lícula dramàtica biogràfica dels Estats Units de 2015 escrita, dirigida i coproduïda per Michael Almereyda. Representa l'experiment de Milgram de 1961. La pel·lícula coproduïda i protagonitzada per Danny A. Abeckaser, està interpretada per Peter Sarsgaard, Winona Ryder, Jim Gaffigan, Kellan Lutz, Dennis Haysbert, Anthony Edwards, Lori Singer, Josh Hamilton, Anton Yelchin, John Leguizamo.
La pel·lícula es va estrenar al Festival de Cinema de Sundance el 25 de gener de 2015. El 26 de març de 2015, Magnolia Pictures va adquirir els drets de distribució de la pel·lícula, i també es va estrenar el 16 d'octubre de 2015 per mitjà de vídeo a la carta.

## Argument
La pel·lícula es basa en la història real del conegut psicòleg social Stanley Milgram, que el 1961 va dur a terme una sèrie d'experiments de psicologia social a la Universitat Yale que van provar la tendència dels éssers humans d'obeir una figura d'autoritat mentre administraven descàrregues elèctriques a desconeguts. A la primera meitat de la pel·lícula, es mostra com es duen a terme els experiments, en què gairebé tots els subjectes de prova sucumbeixen a la pressió de les circumstàncies i administrant descàrregues elèctriques a un desconegut, malgrat que i que el desconegut demani que s'aturin. En mig els experiments, Milgram coneix Alexandra (o Sasha), que es convertirà en la seva esposa i mare de dos fills.
La segona meitat de la pel·lícula mostra com Milgram resisteix la protesta pública sobre l'ètica dels seus experiments i com avança la seva carrera a mesura que es converteix en professor a la ciutat de Nova York i continua estudiant les interaccions socials i la pressió social en entorns experimentals més benignes, inclosos l'experiment del món menut, l'experiment de la lletra perduda, l'experiment de la cantonada del carrer, l'experiment del desconegut familiar i diversos experiments que dirigeix amb els seus alumnes.

## Producció
Tot i que el director Michael Almereyda coneixia el treball de Milgram, no va ser fins que la seva parella va fer una classe sobre ell que Almereyda s'hi va interessar i va llegir Obedience to Authority: An Experimental View.
Almereyda va decidir que Milgram trenqués la quarta paret basant-se en pel·lícules seves en les quals Milgram parlava amb la càmera, recordant-li a Rod Serling o Alfred Hitchcock. A partir d'això, Almereyda va considerar que el personatge parlés amb la càmera «semblava natural i, de fet, era essencial incloure-ho a la pel·lícula». El 13 de maig de 2014, Peter Sarsgaard i Winona Ryder es van unir al repartiment. El 30 de juny, Kellan Lutz, Taryn Manning, Anton Yelchin, Anthony Edwards i Edoardo Ballerini s'hi van sumar. El rodatge va començar el 5 de juny de 2014 a la ciutat de Nova York.